# Polyschides sutherlandi
Polyschides sutherlandi är en blötdjursart som beskrevs av Lamprell och Healy 1998. Polyschides sutherlandi ingår i släktet Polyschides och familjen Gadilidae. Inga underarter finns listade i Catalogue of Life.